# Dolenja vas (Novo Mesto, Slovenija)
Dolenja vas je naselje u slovenskoj Općini Novom Mestu. Dolenja vas se nalazi u pokrajini Dolenjskoj i statističkoj regiji Jugoistočnoj Sloveniji. 

## Stanovništvo
Prema popisu stanovništva iz 2002. godine naselje je imalo 94 stanovnika.